# Dipartimento di Primero de Mayo
Primero de Mayo è un dipartimento argentino, situato nella parte orientale della provincia del Chaco, con capoluogo Margarita Belén.

## Geografia fisica
Esso confina con la provincia di Corrientes e con i dipartimenti di Bermejo, Libertador General San Martín, Sargento Cabral, General Donovan, Libertad e San Fernando.

## Società

### Evoluzione demografica
Secondo il censimento del 2001, su un territorio di 1.864 km², la popolazione ammontava a 9.131 abitanti, con un aumento demografico del 30,91% rispetto al censimento del 1991.

## Amministrazione
Nel 2001 il dipartimento comprendeva i seguenti comuni (municipios in spagnolo):
- Colonia Benítez
- Margarita Belén